# ハニリイト
ハニリイトとは、N88-BASICをはじめとするBASICで使われたコマンド「FILES」の各文字をJISキーボード上の対応するかなで置き換えたものである。
FILESはMS-DOSではDIRに相当し、ディスク上のファイル一覧を表示する。同様の置き換えとして、他にもスナミ（run）、モイスキイ（merge）、リニトカ（list）、ミイテ（new）、トントカイモ（system）、ソラミトラリイ（console）、テニシカク（width）などもあった。また、DOSにおいてはシニス（dir）、ハラスモチカ（format）といったものが知られている。

## 発生の経緯
これらは 1バイトカナを入力する機会が多かった当時「かな入力モードを解除し忘れた」という状況で意図せず発生することが多く、ありがちな間違いとして知られていた。タッチタイピングによるキーボード操作であれば、視線は画面に注がれるため、本来これらの打ち間違いは起こりにくいはずである。しかし、パソコンの操作に熟達していない者はキーボード操作に視線を集中させることが多いため、入力モードが違っていることに気づかず、これらの誤入力が発生した。（また、タッチタイピングであっても、1単語の入力は瞬時のため、打ち終わってからかなモードであったことに気付く可能性も高い。）キートップを目で追いながら懸命に入力したものが意図せぬ誤入力となりエラー表示に失意を感じる一方で、入力されたカナ文字の羅列に何がしかの意味を見出そうとする者もおり、本項のような文字列は独特の文化を表すこととなった。
なお、画面上の文字表示を認知するよりも前にコマンド文字列の全てと、リターンキーを叩いてしまうほど高速タイプをする者についても、同様の打ち間違いを起こすことは多い。

## 現在
パソコンの利用形態が、BASICならびにDOSのコマンド入力ベースから、Microsoft Windows等のマウスによる操作が主体になるに従い、コマンド入力の機会が薄れたことから、これらの誤入力は減少することとなった。しかし日本語入力システムの導入により、現在ではかな入力とローマ字入力の入力モード切り替えのミスや日本語入力システムの不具合による意図しないモード変化に起因する同様のミスは発生している。

## その他
また、コマンドの他、「NTT」を「みかか」、「NEC」を「みいそ」のように、同様の置き換えもある。これを意図的に隠語として使うこともある。これが転じて「高速道路をぬふわkm/hで走っていたら捕まった」（ぬふわkm/h→120km/h）などのように、パソコンとは離れた面でも隠語として使われることがある。韓国では、ハングルキーボード由来のハニリイトとして、「EBS」（韓国教育放送公社）を「듄（デューン）」と呼んでいる。実際、大学修学能力試験の時期には、EBSの視聴率が高めの傾向にあることから、「デューン」がNAVERの検索ワードの最上位に来たことが未だにあるとされる。